# Посёлки (Ульяновская область)
Посёлки — деревня в составе Малохомутёрского сельского поселения Барышского района Ульяновской области России. 

## География
Находится на берегу реки Чилим на расстоянии примерно 15 километров на север-северо-запад по прямой от северо-западной окраины районного центра города Барыш. 

## История
В 1834 году прихожанами был построен деревянный храм. Престолов в нём два: главный в честь Казанской иконы Божией Матери и в приделе в честь Преображения Господня.С постройкой церкви село стало называться Богородицкое.
На 1900 год прихожан в с. Поселках в 350 дворах жило: 1400 м. и 1597 ж. В селе есть земская школа и школа грамоты (открыта в 1886 г.). 
В 1913 году было учтено 78 дворов, 503 жителя, школа. В 1990-е годы работало отделение СПК им. Дзержинского.

## Население
Население составляло 43 человека в 2002 году (русские 95%), 18 по переписи 2010 года.

## Известные уроженцы
- Димитрий (Беликов) — деятель григорианского раскола.